# Batman Returns
Batman Returns is een Amerikaanse film uit 1992. Het is de tweede film in een cyclus van vier Batman-films, het eerste vervolg op Batman uit 1989. Het is de tweede en laatste Batman-film die werd geregisseerd door Tim Burton en met Michael Keaton in de titelrol.
In deze film krijgt Batman te maken met twee andere personages uit de originele stripreeks: Catwoman (Michelle Pfeiffer) en Penguin (Danny DeVito). Andere belangrijke rollen worden gespeeld door onder anderen Christopher Walken, Michael Gough, Paul Reubens, Vincent Schiavelli en Pat Hingle.

## Verhaal
In Batman Returns neemt Batman (Michael Keaton) het op tegen Penguin (Danny DeVito), een ernstig misvormde en verbitterde man, de verstoten afstammeling van een rijke familie, die tegenwoordig samen met een groep pinguïns in een verlaten dierentuin woont en zijn eigen team van criminele handlangers heeft, de Red Triangle Circus Gang. Samen met de kwaadaardige zakenman Max Shreck (Christopher Walken) heeft hij een plan gesmeed, waarmee hij de burgemeester van Gotham City kan worden en het zo kan veranderen in een misdaadparadijs. Hiervoor moet Penguin eerst populair worden bij de burgers van Gotham.
Max Shreck heeft zo zijn eigen plannen: hij wil een energiecentrale bouwen, die de energie uit de stad zuigt en opslaat. Als Selina Kyle (Michelle Pfeiffer), de verlegen secretaresse van Shreck, van deze plannen hoort, wordt ze door hem door het raam geduwd en valt ze meerdere verdiepingen naar beneden. Selena wordt van de dood gered door een groep zwerfkatjes, en verandert in Catwoman.
Catwoman, op zoek naar wraak, gaat eerst op verkenning in het gebouw van Shreck, maar komt terecht in een gevecht tussen Batman en Penguin. Als Batman haar aanziet voor een handlanger van Penguin en haar aanvalt, weet ze ternauwernood te ontsnappen. Catwoman wil zich nu hiervoor wreken, en smeedt een complot met Penguin om Batman schuldig te laten lijken aan een misdaad.
Batman moet nu proberen zijn goede naam te redden en het plan van Penguin voorkomen. Ondertussen begint hij als Bruce Wayne een romantische affaire met Selina Kyle, zonder te weten dat zij werkelijk Catwoman is.
Batman ontmaskert Penguin uiteindelijk, zodat die gedwongen is weer de riolen in te vluchten. Daar onthult hij een plan dat hij al langer had: hij wil alle eerstgeboren zonen van Gotham City ombrengen net zoals zijn eigen ouders hem om probeerden te brengen. Bruce neemt Selina mee naar een dansfeest en daar ontdekken beiden elkaars alter-ego's. Penguin komt de zaal binnenvallen en ontvoert Shreck. Tevens onthult hij zijn plan dat reeds in werking gezet is.
Batman weet de ontvoeringen te stoppen, en verijdelt ook een ander plan van Penguin om de stad op te blazen. Vervolgens confronteert hij Penguin en bij de confrontatie valt deze in het giftige water in zijn schuilplaats. Hij komt later weer even aan de kant, maar sterft vrijwel direct aan de gevolgen van het gif. Catwoman duikt ook weer op om eindelijk haar wraak op Shreck te voltooien. Ze doodt hem uiteindelijk via elektrocutie, en lijkt hierbij zelf ook te sterven. Maar aan het eind van de film ziet men een silhouet van haar op het dak van een gebouw staan.

## Rolverdeling
| Acteur             | Personage                  |
| ------------------ | -------------------------- |
| Michael Keaton     | Bruce Wayne / Batman       |
| Michelle Pfeiffer  | Selina Kyle / Catwoman     |
| Danny DeVito       | Oswald Cobblepot / Penguin |
| Christopher Walken | Max Shreck                 |
| Michael Gough      | Alfred Pennyworth          |
| Pat Hingle         | James Gordon               |
| Michael Murphy     | burgemeester               |
| Cristi Conaway     | Ice Princess               |
| Andrew Bryniarski  | Charles 'Chip' Schreck     |
| Vincent Schiavelli | Organ Grinder              |
| Jan Hooks          | Jen                        |
| Steve Witting      | Josh                       |
| Paul Reubens       | Vader van Penguin          |

## Achtergrond
De film werd door veel critici te donker, somber en schokkend bevonden. Leonard Maltin, een bekende filmcriticus, noemde de film een nasty, nihilistic nightmare movie (een nare, nihilistische nachtmerriefilm). Andere critici prezen juist deze donkere sfeer, de grootse en prachtig gestileerde decors en de gelaagdheid van de personages. Fastfoodketen McDonald's voelde zich gedwongen om een geplande promotie voor de film door middel van Batman Returns'-Happy Meals niet door te laten gaan in de Verenigde Staten, omdat verscheidene ouders de donkere en sadistische sfeer van de film ongeschikt voor kinderen vonden. De film was wel een succes aan de kassa: de film bracht in het openingsweekend meer dan $40 miljoen op en werd een van de bestbezochte films van 1992. Uiteindelijk heeft de film wereldwijd zo'n $282,2 miljoen dollar opgebracht. Ook werd de film genomineerd voor twee Oscars en twee BAFTA's, beide voor beste make-up en beste visuele effecten.
Een belangrijk punt van kritiek voor veel fans van de oude strips van Batman was, dat Penguin in deze film werd neergezet als een misvormd gedrocht, terwijl dat in de strips wel meeviel. In de strips was Penguin een kleine, dikke man die als enige mismaaktheid een vreemde, snavelachtige neus had. Verder leefde hij niet in de riolen, maar zag hij zichzelf als "the gentleman of crime". Tim Burtons versie van Penguin was veel griezeliger en platvloerser.

## Prijzen & nominaties
In 1993 werd Batman Returns genomineerd voor vijftien prijzen, waarvan het er twee won.
Prijzen
- Een Saturn Award voor Beste make-up
- De BMI Film Music Award

Nominaties
- Twee Oscars:
  - Beste effecten.
  - Beste make-up
- Vier Saturn Awards:
  - Beste kostuums
  - Beste regisseur
  - Beste fantasiefilm
  - Beste mannelijke bijrol (Danny DeVito)
- Twee BAFTA Awards:
  - Beste make-up artiest
  - Beste special effects.
- De Hugo Award voor “Best Dramatic Presentation”
- Drie MTV Movie Awards:
  - Beste kus (Michael Keaton en Michelle Pfeiffer)
  - Beste schurk (Danny DeVito)
  - Meest begeerde vrouw (Michelle Pfeiffer)
- Een Golden Raspberry Award voor slechtste mannelijke bijrol (Danny DeVito)

## Trivia
- Christopher Walkens personage Max Shreck is vernoemd naar Max Schreck, de acteur die de eerste vampier ooit in een film speelde, in Nosferatu, eine Symphonie des Grauens uit 1922.
- Op de muziekalbum van de film, gecomponeerd door Danny Elfman, staat het nummer Face to Face van Siouxsie & The Banshees, dat mede door Elfman is geproduceerd en geschreven.
- In de film zet Penguin zich af tegen de mensheid met de zin I am an animal! I am not a human being!. Deze zin is een verwijzing naar The Elephant Man van David Lynch, waarin John Merrick, eveneens een misvormde man en "circusfreak", het tegenovergestelde zegt, I am not an animal! I am a human being!, om zijn menselijkheid te tonen.
- Batman Returns is de eerste film met het Dolby Digital-geluidsysteem.